# Ramsès-Siatoum
Pour les articles homonymes, voir Ramsès.
Ramsès-Siatoum (ou Ramsès-Saatoum), dont le nom signifie Fils d'Atoum, est l'un des derniers fils de Ramsès II ; il figure au 41e rang mais apparaît au 19e rang sur le cortège des princes à Abydos.